# Konjodor (Bužim)
Pour les articles homonymes, voir Konjodor.
Konjodor (en cyrillique : Коњодoр) est un village de Bosnie-Herzégovine. Il est situé dans la municipalité de Bužim, dans le canton d'Una-Sana et dans la fédération de Bosnie-et-Herzégovine. Selon les premiers résultats du recensement bosnien de 2013, il compte 2 143 habitants.
Avant la guerre de Bosnie-Herzégovine, le village faisait partie de la municipalité de Bosanska Krupa ; après la guerre et à la suite des accords de Dayton (1995), il a été rattaché à la municipalité nouvellement créée de Bužim qui, comme Bosanska Krupa, est intégrée à la fédération de Bosnie-et-Herzégovine.

## Démographie

### Évolution historique de la population
| 1948 | 1953 | 1961  | 1971  | 1981  | 1991  | 2013  |
| ---- | ---- | ----- | ----- | ----- | ----- | ----- |
| -    | -    | 1 064 | 1 250 | 1 618 | 1 762 | 2 143 |

|  |